# Жуніньйо Пернамбукано
Жуні́ньйо Пернамбука́но (порт. Juninho Pernambucano, нар. 30 січня 1975, Ресіфі, Бразилія) — колишній бразильський футболіст, півзахисник. За версією сайту soccerlens.com був одним з найкращих виконавців штрафних ударів в історії футболу.
Розпочав виступи на батьківщині за клуби «Спорт Ресіфі» та «Васко да Гама», після чого перейшов у французький «Олімпік» (Ліон), де провів 8 сезонів, в семи з яких ставав чемпіоном країни, забивши 100 голів в 350 офіційних матчах за «Ліон». Надалі грав за катарську «Аль-Гарафу», американський «Нью-Йорк Ред Буллз» та знову за бразильську «Васко да Гаму», де і завершив кар'єру через травму в кінці 2013 року.
Також виступав за національну збірну Бразилії, за яку зіграв 40 матчів і забив шість м'ячів. У складі збірної став володарем Кубка Конфедерацій, а також був учасником Кубку Америки 2001 року і чемпіонату світу 2006 року, після якого і закінчив виступи за збірну.

## Клубна кар'єра
Народився 30 січня 1975 року в місті Ресіфі. Вихованець футбольної школи клубу «Спорт Ресіфі». Дорослу футбольну кар'єру розпочав 1993 року в основній команді того ж клубу, в якій провів два сезони, взявши участь у 24 матчах чемпіонату.
Своєю грою за цю команду привернув увагу представників тренерського штабу клубу «Васко да Гама», до складу якого приєднався 1995 року. Відіграв за команду з Ріо-де-Жанейро наступні сім сезонів своєї ігрової кар'єри. За цей час виборов титул володаря Кубка Лібертадорес.
2001 року уклав контракт з клубом «Олімпік» (Ліон), у складі якого провів наступні вісім років своєї кар'єри гравця. Більшість часу, проведеного у складі ліонського «Олімпіка», був основним гравцем команди. За цей час додав до переліку своїх трофеїв сім титулів чемпіона Франції та став володарем Кубка Франції. В Європі Жунінью запам'ятали в першу чергу як майстра штрафних ударів. За Ліон він забив 44 голи прямими ударами зі штрафних. Всього у складі французької команди він відзначився рівно 100 разів, причому ювілейний гол забив в останньому матчі за «Олімпік». Крім того, Жунінью став найкращим бомбардиром Ліона в єврокубках з 18-ма голами. Рекордним став 17-й точний удар, який Пернамбукану завдав зі штрафного в матчі проти «Барселони» в плей-оф Ліги чемпіонів. Чотири з 44-х голів зі штрафних ударів Жуніньо забив з дистанції більше сорока метрів. Останнім з них став м'яч в ворота «Марселя» в 2009 році.
Протягом 2009—2011 років захищав кольори катарського клубу «Аль-Гарафа».
27 квітня 2011 року Жунінью Пернамбукану уклав контракт із «Васко да Гамою». За цю команду 36-річний Жуніньо виступав на початку своєї кар'єри до переїзду в Європу. Заробітна плата півзахисника склала всього 260 євро в місяць. Проте крім цієї суми в разі виходу команди в Кубок Лібертадорес футболіст мав отримувати преміальні, а також 50 % всіх майбутніх рекламних контрактів «Vascão». В інтерв'ю офіційному сайту клубу після підписання контракту футболіст зізнався:
 У «Васко да Гама» я їду не заради великих грошей. Я просто хочу повернутися у свій рідний клуб і принести йому користь.
По закінченні сезону 2012 Жунінью, що незадовго до того став фігурантом скандалу у зв'язку з ухиленням від післяматчевого допінг-тесту, не став продовжувати контракт з клубом. Всього за два сезони Пернамбукану встиг відіграти за команду з Ріо-де-Жанейро 50 матчів у національному чемпіонаті, в яких забив 1 голів.
17 грудня 2012 року бразилець перейшов в клуб МЛС «Нью-Йорк Ред Буллз». 18 квітня 2013 року в матчі проти «Спортінг Канзас-Сіті» отримав пряму червону картку після подачі м'яча голкіперу команди суперника Джиммі Нільсену, що призвела до удару плеча останнього. 4 липня Жунінью розірвав контракт з клубом з Нью-Йорка і повернувся в «Васко да Гама».
Хоча ще влітку, після повернення на батьківщину, Жунінью анонсував завершення кар'єри після закінчення бразильського сезону, крапку в його кар'єрі поставила випадкова травма. 10 листопада 2013 року на 10-й хвилині матчу проти «Сантоса» футболіст отримав забиття паху і був винесений з поля на ношах. 30 січня 2014 року Жуніньо Пернамбукано оголосив про свій відхід з футболу. На прощальній прес-конференції, що відбулася 4 лютого, він пов'язав своє рішення безпосередньо з листопадовою травмою.

## Виступи за збірну
1999 року дебютував в офіційних матчах у складі національної збірної Бразилії.
У складі збірної був учасником розіграшу Кубка Америки 2001 року у Колумбії, розіграшу Кубка Конфедерацій 2005 року у Німеччині, здобувши того року титул переможця турніру, та чемпіонату світу 2006 року у Німеччині.
Всього за вісім років провів у формі головної команди країни 40 матчів, забивши 6 голів.

## Статистика виступів

### Статистика клубних виступів
| Сезон                     | Команда                   | Чемпіонат                 | Чемпіонат | Чемпіонат | Національний кубок | Національний кубок | Національний кубок | Континентальні кубки | Континентальні кубки | Континентальні кубки | Інше         | Інше  | Інше  | Усього | Усього |
| Сезон                     | Команда                   | Ліга                      | Ігор      | Голів     | Ліга               | Ігор               | Голів              | Ліга                 | Ігор                 | Голів                | Ліга         | Ігор  | Голів | Ігор   | Голів  |
| ------------------------- | ------------------------- | ------------------------- | --------- | --------- | ------------------ | ------------------ | ------------------ | -------------------- | -------------------- | -------------------- | ------------ | ----- | ----- | ------ | ------ |
| 1993                      | «Спорт Ресіфі»            | ЛП+A                      | ?+2       | ?+0       | КБ                 | ?                  | ?                  | -                    | -                    | -                    | -            | -     | -     | 2+     | 0+     |
| 1994                      | «Спорт Ресіфі»            | ЛП+A                      | ?+22      | ?+2       | КБ                 | ?                  | ?                  | -                    | -                    | -                    | КН           | ?     | ?     | 22+    | 2+     |
| Усього за «Спорт Ресіфі»  | Усього за «Спорт Ресіфі»  | Усього за «Спорт Ресіфі»  | ?+24      | ?+2       |                    | ?                  | ?                  |                      | -                    | -                    |              | ?     | ?     | 24+    | 2+     |
| 1995                      | «Васко да Гама»           | ЛК+A                      | ?+21      | ?+4       | КБ                 | ?                  | ?                  | -                    | -                    | -                    | -            | -     | -     | 21+    | 4+     |
| 1996                      | «Васко да Гама»           | ЛК+A                      | ?+15      | ?+7       | КБ                 | ?                  | ?                  | КК                   | ?                    | ?                    | -            | -     | -     | 15+    | 7+     |
| 1997                      | «Васко да Гама»           | ЛК+A                      | ?+18      | ?+4       | КБ                 | ?                  | ?                  | СЛ                   | ?                    | ?                    | ТРСП         | ?     | ?     | 18+    | 4+     |
| 1998                      | «Васко да Гама»           | ЛК+A                      | ?+18      | ?+4       | КБ                 | ?                  | ?                  | КЛ+КМ                | 1++?                 | 1++?                 | ТРСП+CIA+МКК | ?+1+1 | ?+0+1 | 21+    | 6+     |
| 1999                      | «Васко да Гама»           | ЛК+A                      | ?+17      | ?+2       | КБ                 | ?                  | ?                  | КЛ+КМ                | 2+?                  | 0+?                  | ТРСП         | ?     | ?     | 19+    | 2+     |
| 2000                      | «Васко да Гама»           | ЛК+CJH                    | ?+22      | ?+5       | КБ                 | ?                  | ?                  | КЛ+КМ                | 4++?                 | 0++?                 | ТРСП+КЧС     | ?+4   | ?+0   | 30+    | 5+     |
| 2001                      | «Васко да Гама»           | ЛК+A                      | ?+0       | ?+0       | КБ                 | ?                  | ?                  | КЛ+КМ                | ?                    | ?                    | ТРСП         | ?     | ?     | 0+     | 0+     |
| 2001–02                   | «Ліон»                    | Л1                        | 29        | 5         | КФ+КЛ              | 2+2                | 0+0                | ЛЧ+КУЄФА             | 4+4                  | 0+0                  | -            | -     | -     | 41     | 5      |
| 2002–03                   | «Ліон»                    | Л1                        | 31        | 13        | КФ+КЛ              | 1+1                | 0+0                | ЛЧ+КУЄФА             | 6+2                  | 0+0                  | СФ           | 1     | 0     | 42     | 13     |
| 2003–04                   | «Ліон»                    | Л1                        | 32        | 10        | КФ+КЛ              | 3+0                | 2+0                | ЛЧ                   | 10                   | 5                    | СФ           | 1     | 0     | 46     | 17     |
| 2004–05                   | «Ліон»                    | Л1                        | 32        | 13        | КФ+КЛ              | 2+1                | 1+0                | ЛЧ                   | 9                    | 2                    | СФ           | 1     | 0     | 45     | 16     |
| 2005–06                   | «Ліон»                    | Л1                        | 32        | 8         | КФ+КЛ              | 4+0                | 1+0                | ЛЧ                   | 8                    | 4                    | СФ           | 0     | 0     | 44     | 13     |
| 2006–07                   | «Ліон»                    | Л1                        | 31        | 10        | КФ+КЛ              | 2+2                | 1+0                | ЛЧ                   | 7                    | 1                    | СФ           | 0     | 0     | 42     | 12     |
| 2007–08                   | «Ліон»                    | Л1                        | 32        | 8         | КФ+КЛ              | 4+2                | 2+0                | ЛЧ                   | 8                    | 3                    | СФ           | 0     | 0     | 46     | 13     |
| 2008–09                   | «Ліон»                    | Л1                        | 29        | 7         | КФ+КЛ              | 1+1                | 0+0                | ЛЧ                   | 7                    | 3                    | СФ           | 0     | 0     | 38     | 10     |
| Усього за «Ліон»          | Усього за «Ліон»          | Усього за «Ліон»          | 248       | 74        |                    | 19+9               | 7+0                |                      | 65                   | 18                   |              | 3     | 0     | 344    | 99     |
| 2009–10                   | «Аль-Гарафа»              | СЛ                        | 20        | 6         | КШЯ+КЛ+КЕК         | 4+?+1              | 3+?+0              | ЛЧ                   | 6                    | 0                    | КСПК         | 2     | 0     | 33+    | 9+     |
| 2010–11                   | «Аль-Гарафа»              | СЛ                        | 19        | 8         | КШЯ+КЛ+КЕК         | 3+?+3              | 1+?+1              | ЛЧ                   | 5                    | 0                    | КСПК         | 2     | 2     | 32+    | 12+    |
| Усього за «Аль-Гарафу»    | Усього за «Аль-Гарафу»    | Усього за «Аль-Гарафу»    | 39        | 14        |                    | 11+                | 5+                 |                      | 11                   | 0                    |              | 4     | 2     | 65+    | 21+    |
| 2011                      | «Васко да Гама»           | ЛК+A                      | ?+21      | ?+4       | КБ                 | ?                  | ?                  | ПаК                  | 5                    | 1                    | -            | -     | -     | 26+    | 5+     |
| 2012                      | «Васко да Гама»           | ЛК+A                      | 13+29     | 4+7       | КБ                 | 13                 | 4                  | КЛ                   | 7                    | 2                    | -            | -     | -     | 62     | 17     |
| 2013                      | «Нью-Йорк Ред Буллз»      | МЛС                       | 13        | 0         | ВК                 | 2                  | 0                  | -                    | -                    | -                    | -            | -     | -     | 15     | 0      |
| 2013                      | «Васко да Гама»           | A                         | 21        | 2         | КБ                 | 1                  | 0                  | -                    | -                    | -                    | -            | -     | -     | 22     | 2      |
| Усього за «Васко да Гама» | Усього за «Васко да Гама» | Усього за «Васко да Гама» | 13++182   | 4++39     |                    | 14+                | 4+                 |                      | 19+                  | 4+                   |              | 6+    | 1+    | 234+   | 52+    |
| Усього за кар'єру         | Усього за кар'єру         | Усього за кар'єру         | 519+      | 133+      |                    | 55+                | 16+                |                      | 95+                  | 22+                  |              | 13+   | 3+    | 682+   | 174+   |

## Титули та досягнення

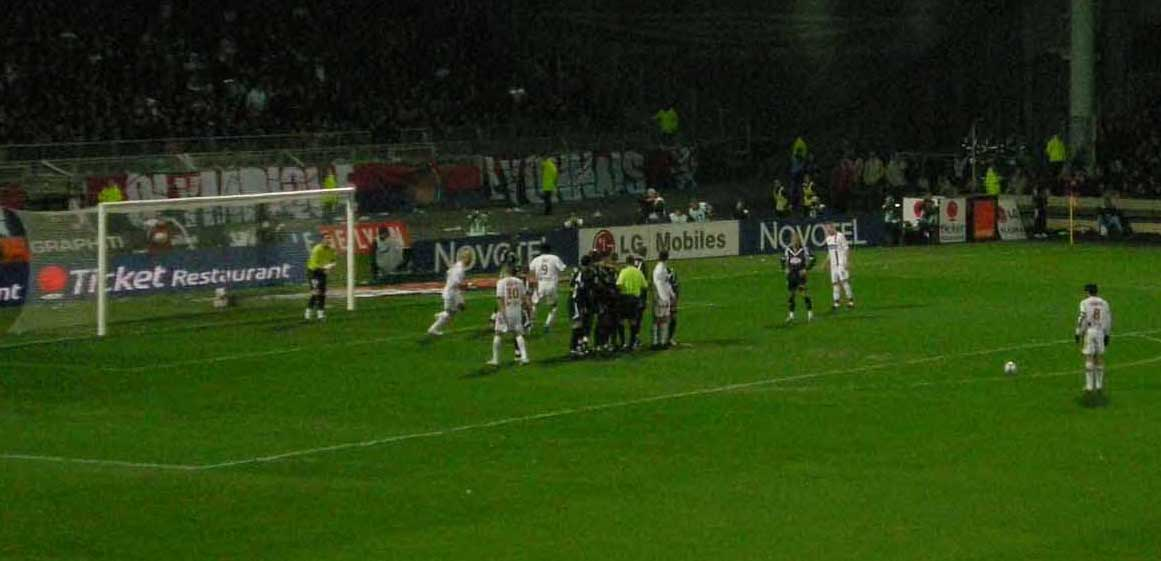
Жунінью Пернамбукану пробиває черговий штрафний за «Олімпік» (Ліон).

### Командні
«Спорт Ресіфі»
- Чемпіон штату Пернамбуку: (1) 1994
- Володар Кубка Нордесте: (1) 1994

«Васко да Гама»
- Володар Кубка Лібертадорес (1): 1998
- Чемпіон Бразилії: (2) 1997, 2000
- Володар Кубка Меркосур: (1) 2000
- Чемпіон штату Ріо-де-Жанейро: (1) 1998
- Володар Кубка Гуанабара: (2) 1998, 2000
- Володар Кубка Ріо: (3) 1998, 1999, 2001
- Переможець Турніру Ріо-Сан-Паулу: (1) 1999
- Срібний призер Клубного чемпіонату світу: 2000
- Фіналіст Міжконтинентального кубка: 1998

«Олімпік» (Ліон)
- Чемпіон Франції (7): 2001/02, 2002/03, 2003/04, 2004/05, 2005/06, 2006/07, 2007/08
- Володар Кубка Франції (1): 2007/08
- Володар Суперкубка Франції: (6) 2002, 2003, 2004, 2005, 2006, 2007

«Аль-Гарафа»
- Чемпіон Катару: (1) 2009/10
- Володар Кубка Еміра Катару: (1) 2009
- Володар Кубка наслідного принца Катару: (2) 2010, 2011

«Нью-Йорк Ред Буллз»
- Переможець Східної конференції MLS: (1) 2013
- Володар Supporters' Shield MLS: (1) 2013

Збірна Бразилії
- Володар Кубка конфедерацій (1): 2005
- Переможець Турніру в Тулоні: (1) 1995

### Особисті
- Володар Срібного м'яча Бразилії: 2000
- Футболіст року французької Ліги 1: 2005/06
- У команді року французької Ліги 1: 2003/04, 2004/05, 2005/06
- Футболіст місяця французької Ліги 1: лютий 2005, березень 2005, жовтень 2007
- Футболіст року в Катарі: 2010